# Jalpa de Cánovas
Jalpa de Cánovas es una población mexicana situada en el municipio de Purísima del Rincón, Guanajuato. Según el Censo de Población y Vivienda 2020 del INEGI tiene 670 habitantes. Se ubica 23 kilómetros al sur de la cabecera municipal y a 41.9 kilómetros de la ciudad de León.

## Datos históricos
La fundación de Jalpa de Cánovas data de 1542, cuando la Audiencia de Nueva Galicia, en la jurisdicción de la Villa de Lagos, le otorgara al capitán español Don Juan de Villaseñor y Orozco una merced consistente de 4 sitios para ganado mayor y 8 caballerías de tierra, misma que comprendió partes de los Reinos de la Nueva España y de la Nueva Galicia. Para tener una idea de las dimensiones de este merced otorgada al que fuera tronco de un linaje con descendientes como Hidalgo e Iturbide, un sitio de ganado mayor es igual a 41 caballerías, lo que es igual a 1755.67 hectáreas, por lo que la donación constaba de aproximadamente 7 mil 365 hectáreas. Esta hacienda, Don Juan la dejaría en herencia a su hija María de Orozco.

## Sitios de interés
Esta localidad es en sí atractiva debido al pintoresco entorno de calles de piedra natural y las casas y construcciones antiguas que forman parte del paisaje. Además de esto, podríamos mencionar los siguientes lugares:
- Templo de la Misericordia
- Exhacienda de Jalpa de Cánovas
- Plaza principal
- Huertas de nuez
- Presa Vieja o de Santa Edwiges
- Presa Nueva o de Santa Efigenia
- El molino de harina
- Museo Luis Cabrera

## Pueblo Mágico
El día jueves 20 de diciembre de 2012, la Secretaría de Turismo entregó el nombramiento como Pueblo Mágico a Jalpa de Cánovas, en la Ciudad de Purísima del Rincón.
El evento se realizó en el templo de la Misericordia, obra del arquitecto inglés Luis Long.
En un ambiente festivo, el acto estuvo presidido por el gobernador Miguel Márquez Márquez y el Secretario de Desarrollo Turístico, Fernando Olivera Rocha.
Los habitantes del lugar realizaron una representación de la Judea, que es tradicional en Purísima del Rincón.